# Côte Gilmour
Pour les articles homonymes, voir Gilmour.
La côte Gilmour est une montée de la ville de Québec.

## Situation et accès
Cette voie qui permet d'accéder aux Plaines d'Abraham à partir de l'Anse au Foulon, au niveau du fleuve Saint-Laurent.
Cette rue avait la particularité d'être fermée aux véhicules durant l'hiver jusqu'en 2014.

## Origine du nom
La côte Gilmour est nommée en l'honneur du marchand de bois écossais John Gilmour.

## Historique
Le tracé primitif de cette montée remonte au Régime français. Lors de la bataille des plaines d'Abraham, c'est approximativement à cet endroit que les troupes du général James Wolfe parviendront à escalader le promontoire de Québec.
La famille Gilmour possédait des quais pour le commerce du bois à l'Anse au Foulon ainsi qu'un domaine situé en haut de l'actuelle côte Gilmour. Le chemin, surnommé à l'époque Marchmont Hill, permettait de faire le lien entre les deux.
En 1947, la côte Gilmour devient administré par Commission des champs de bataille nationaux. En 2010, une étude sur la possibilité d'ouvrir la côte durant l'hiver a été commandée, ce qui fut rendu possible lors de la saison 2014,.

## Bâtiments remarquables et lieux de mémoire

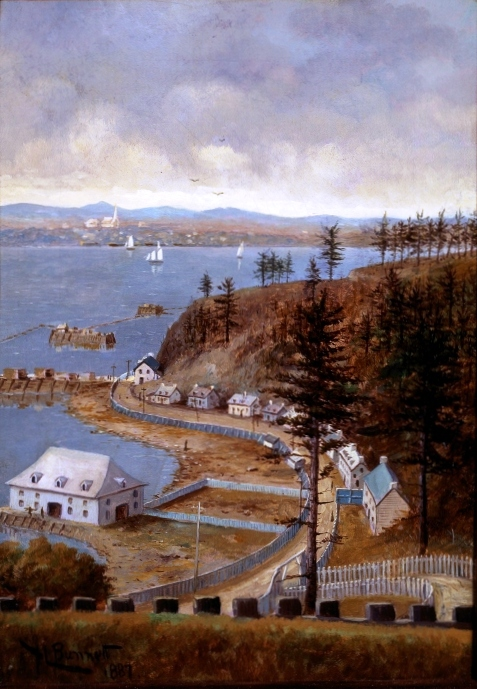
Tableau, 1887
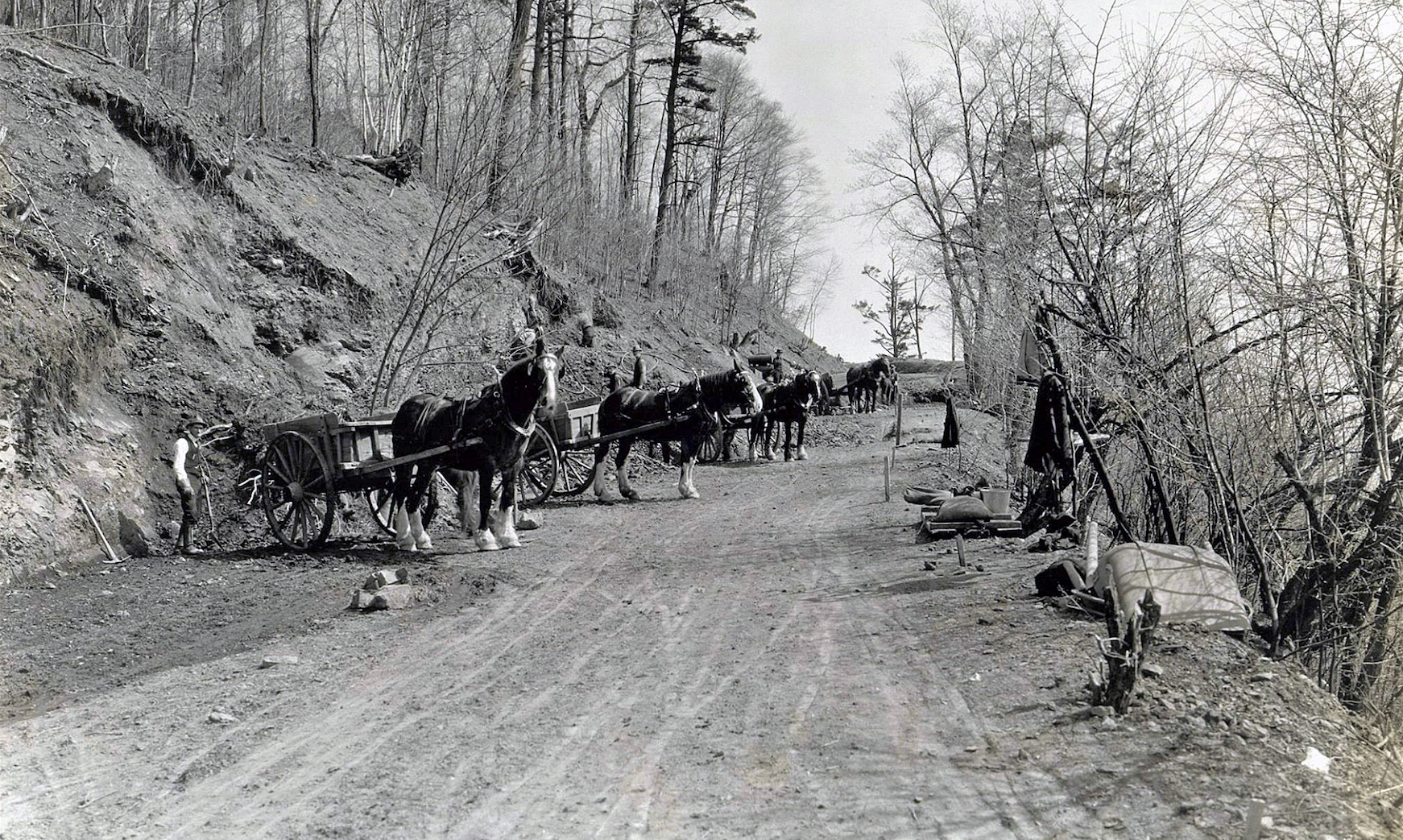
Aménagement en 1931
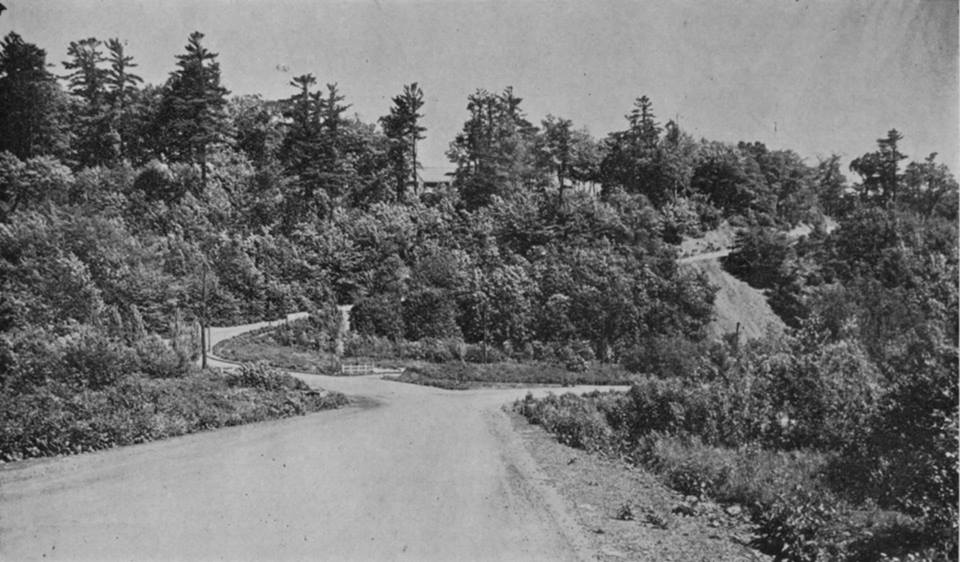
Entrée du bas en 1935
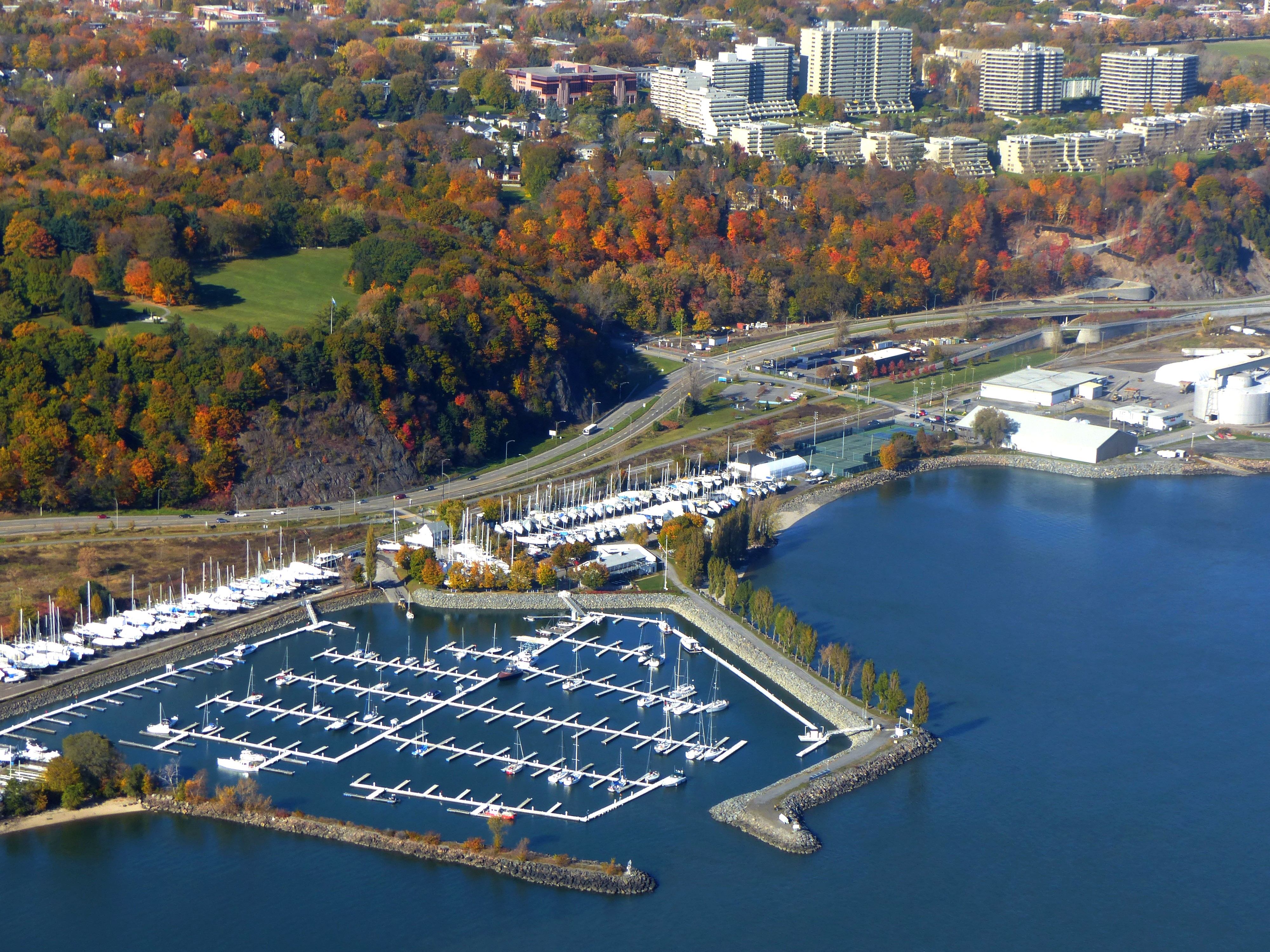
En 2015, à droite sous les Jardins de Mérici.